# Umarali Quvvatov
Umarali Quvvatov, även Umarali Kuvatov, född 21 november 1968 i Dusjanbe, död 5 mars 2015 i Turkiet, var en oppositionsledare i Tadzjikistan.

## Biografi
Quvvatov bedrev handel, byggverksamhet och senare verksamhet inom oljeindustrin, vilka gjorde honom till miljonär i början av 2000-talet. Tillsammans med Sharofiddin Gadoyev grundade han företagen Faroz och Tojiron.
Han lämnade Tadzjikistan 2011 och bosatte sig i Moskva och Dubai. År 2012 grundade han oppositionsgruppen Gruppa 24, vilken främst bestod av före detta tadzjikiska affärspersoner. Orsaken var att alla hans tillgångar beslagtagits, vilket han menade kunde härledas till den sittande regimen i hemlandet. Han fick stöd från "en liten men växande grupp unga, sociala medier-vana tadzjiker".
Quvvatov avled efter att ha blivit skjuten i Turkiet 2015. Han efterlämnade frun Qumriniso Hofizova och två barn.